# Bni Selmane
Bni Selmane  (in arabo بني سلمان‎?) è un centro abitato e comune rurale del Marocco situato nella provincia di Chefchaouen, regione di Tangeri-Tetouan-Al Hoceima. Conta una popolazione di 24 217 abitanti (censimento 2014).